# David Fleay
David Howells Fleay (6 janvier 1907, Ballarat, Victoria - 7 août 1993) est un naturaliste australien pionnier de la reproduction en captivité d'espèces menacées, et a été la première personne à réussir à faire se reproduire un ornithorynque (Ornithorhynchus anatinus) en captivité.
Sa mère, Maude Glover Fleay, a étudié la peinture sous la direction de Fred McCubbin, son père, William Henry Fleay, était pharmacien à Ballarat. Après ses études secondaires, Fleay a commencé à être employé dans la pharmacie de son père puis a été brièvement professeur au lycée de Ballarat.
Il quitte Ballarat en 1927 pour passer son baccalauréat en sciences et devenir professeur à l'Université de Melbourne. Là, il a rencontré une étudiante, Mary Sigrid Collie, qu'il épousa en 1931, la même année qu'il obtint ses diplômes d'enseignant en sciences naturelles. Il sera employé comme enseignant au lycée de Ballarat jusqu'en 1934.
Son intérêt pour la nature, coïncida avec l'éveil de l'intérêt scientifique pour les espèces menacées et la réalisation, dans le public, que les animaux australiens pouvaient avoir d'autres intérêts que de servir de source de nourriture. 

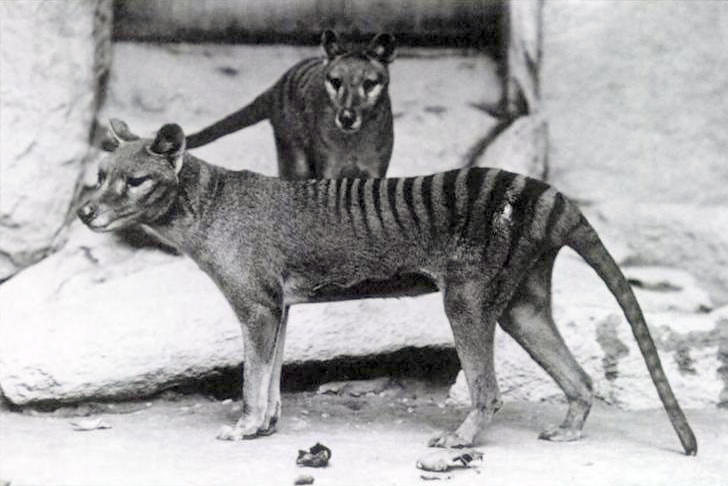
Le thylacine.

Il a réalisé l'importance de la conservation des espèces en voie de disparition dès le début de sa carrière quand, en 1933, il fut la dernière personne à photographier un thylacine (tigre de Tasmanie) au zoo de Hobart. Lors de la prise de photo, il fut mordu aux fesses, et assuma fièrement sa cicatrice tout au long de sa vie.
En 1934, Fleay est invité à concevoir et mettre en place la section animal australien au zoo de Melbourne et va y travailler pendant 4 ans. Pendant ce temps, il obtient des résultats pour ses recherches, notamment le premier élevage en captivité d'émeus, de plusieurs autres espèces d'oiseaux, comme le podarge gris, mais aussi de marsupiaux comme le koala. Il a également commencé des recherches sur la reproduction de l'ornithorynque. En 1937, il porta aussi ses efforts sur l'éducation du public en faisant des émissions scientifiques sur une station de radio de Melbourne. Plus tard cette année-là, les désaccords avec la direction du zoo atteignent leur paroxysme et Fleay est licencié, principalement parce qu'il croyait que les oiseaux et les animaux en captivité doivent être nourris comme dans la nature.
En 1962 Fleay cofonda la Wildlife Conservation Society du Queensland avec Judith Wright, Brian Clouston et Kathleen McArthur.
Par simple coïncidence, la réserve d'Healesville, à quelque 90 km de Melbourne, avait besoin d'un directeur et il fut nommé. La réserve abritait des quolls, des diables de Tasmanie, des dingos et divers oiseaux de proie, auquel il a ajouté des serpents-tigres pour récupérer du venin et des ornithorynques. Beaucoup d'animaux étaient logés dans de grands parcs dans lesquels les visiteurs entraient et sortaient par des portes basculantes afin de pouvoir être directement en contact avec les animaux. Il a également organisé l'alimentation des ornithorynques en spectacle quotidien.
Sa plus grande réussite à Healesville eut lieu en 1943, quand il obtint, le 5 novembre 1943, « Corrie » le premier ornithorynque né en captivité. Son enclos pour les ornithorynques reproduisait les conditions de vie des animaux dans la nature avec notamment de l'eau courante pour imiter les ruisseaux. Personne d'autre que Fleay n'a réussi à faire se reproduire un ornithorynque jusqu'en 1998, année où la réserve d'Healseville eut une deuxième naissance. Depuis lors, l'évènement n'a pu se reproduire qu'en deux endroits: à Healesville et au zoo de Taronga (jumeaux).
En 1947, il emmena avec lui trois ornithorynques à New York pour le zoo du Bronx, où ils ont occupé un parc construit selon ses plans. Il a étudié les conditions d'élevage dans différents zoos et réserves de la vie sauvage à travers les États-Unis. De retour à Healesville, en octobre, il eut la surprise d'apprendre que le Conseil de direction l'avait sanctionné pour avoir fourni sans autorisation des animaux à différents zoos étrangers. Bien que les faits reprochés soient faux, cette décision le blessa considérablement: il fut rétrogradé et est demeuré à Healesville comme consultant.
Il avait également chez lui un certain nombre d'animaux pour lesquels il organisait des visites payantes, mais en 1951, le gouvernement du Victoria interdit aux particuliers de percevoir des droits d'entrée pour voir des animaux. Cela le décida à aller s'installer ailleurs.
Après de longues recherches, il trouva un endroit qui lui convenait dans l'estuaire de la Tallebudgera dans l'arrière-pays du cap Burleigh sur la Gold Coast au Queensland. L'endroit offrait un habitat naturel intact pour les koalas en même temps que des zones déboisées (il s'agissait d'anciennes terres cultivées) pour installer des enclos pour les animaux. Fleay acheta progressivement l'endroit à partir de 1958 et installa des enclos pour que les gens puissent voir des ornithorynques, des serpents, des dingos, des tallégalles, des balbuzards, des crocodiles et des alligators, en revanche les bandicoots, les chauve-souris, les aigles de mer, les wallabies et les koalas, étaient en liberté dans la forêt attenante. Toutefois, le principal intérêt de Fleay fut toujours l'étude scientifique des animaux.
La région possédait également un certain nombre de sambaquis utilisés par les générations précédentes de Kombumerri, les aborigènes de l'endroit. Fleay les a conservés et a maintenu de bonnes relations avec le Kombumerri.
Les animaux étaient nourris en partie par des dons des boulangers, des bouchers locaux, ainsi que d'autres habitants qui lui donnaient des restes ou des cadavres d'animaux pour nourrir les hiboux (ou les goannas si la viande n'était plus fraîche). Les souris et les rats de l'Institut de recherche McKerras situé derrière l'hôpital étaient aussi récupérés. Le ramassage de vers permettait de nourrir les ornithorynques; des anguilles, des pigeons et des chausse souris étaient également tués pour alimenter chouettes, serpents et crocodiles.
Le parc a recueilli des animaux blessés ou malades provenant de régions aussi lointaines que la Nouvelle-Guinée ou le centre du Queensland. Ceux qui survivaient servaient à la recherche ou à l'élevage; les animaux originaires de la région ont été relâchés dans la nature; les animaux morts ont nourri les vivants.
En 1982, 150 000 m² de la propriété ont été vendus au gouvernement du Queensland et sont devenus un parc de conservation de la nature. L'année suivante, 81 000 m² comprenant les enclos des animaux ont également été vendus au gouvernement. Le reste du site  (30 000  m²) a été vendu en 1985. Aux termes de cet arrangement, David Fleay a continué à vivre et à travailler dans le parc: en 1983, celui-ci a été fermé pendant 5 ans pour des travaux d'assainissement et il a rouvert en 1988. À l'heure actuelle, le gouvernement est propriétaire du Fondation David Fleay Wildlife Park.